# Landgoed Kotten
Landgoed Kotten is een naald- en loofbos met gras- en bouwland in Kotten ten oosten van Winterswijk en natuurgebied. Het is tevens (naast negentien andere gebieden) onderdeel van het in 2005 door de Nederlandse overheid uitgeroepen Nationaal Landschap Winterswijk, een gebied van totaal bijna 22.000 hectare groot.

## Flora en Fauna
Vereniging Natuurmonumenten onderhoudt het landgoed Kotten. Zij hebben een akker aan de Bemersbeek ingericht als broedgebied in de hoop de uiterst zeldzame ortolaan te lokken. In 1990 zijn hier de laatste twee broedpaartjes gezien. Daarnaast vindt men in het gebied onder andere de gekraagde roodstaart, goudhaantje en grote bonte specht. In het grasland aan de rand van het Maathuisbos groeien pinksterbloem en speenkruid. In het Aalbrinkbos aan de Slingebeek en de Kleine Beek groeien veel kruiden als bosanemoon en de gele dovenetel. In het Maathuisbos is de vereniging bezig om houtwallen te verjongen en te verrijken. Op de open plekken die worden gecreëerd, ontkiemen varens, kruiden, struiken en jonge bomen. Paddenstoelen en bodemdiertjes verteren dode takken die in de houtwal achterblijven. De insecten zijn op hun beurt weer voedsel voor vogels en zoogdieren. Zo ontstaat een natuurlijke en gevarieerde houtwal die talloze dieren voedsel en schuilgelegenheid biedt.

## Bron
- natuurmonumenten.nl

Bekendelle · Beurzerbeek · Blekkinkveen · Bönnink · Borkense baan · Buskersbos · Corlese Veen · Döttinkrade · Grote Goor · Hilgelo · Kloosterbos · Korenburgerveen · Landgoed Kotten · Landgoed Mentink · Landgoed Walfort · Loohuisbos · Meddosche Veen · Slingeplas · Steengroeve · Steenkamp · Stortelersbeek · Vragenderveen · Willinks Weust · Wooldse Veen · Zwanenbroek